# Couronne florale ukrainienne

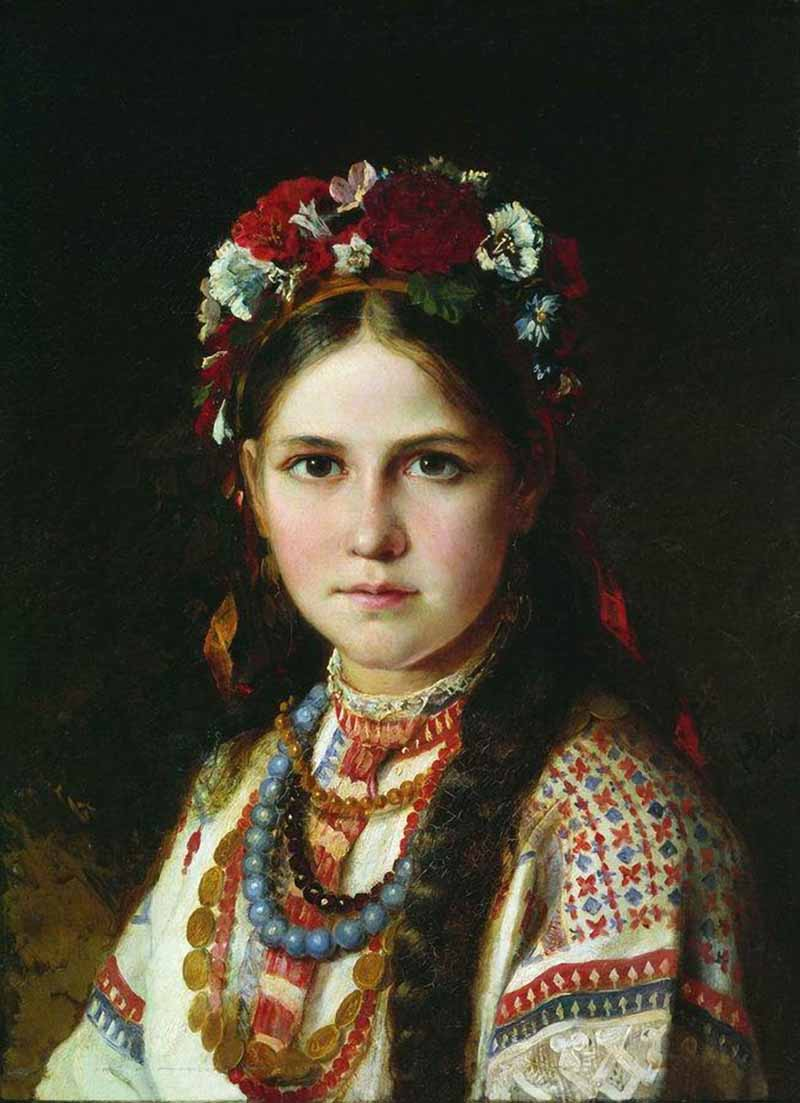
Fille ukrainienne par N. Ratchkov, XIXe siècle, représentant une fille portant une couronne florale ukrainienne.

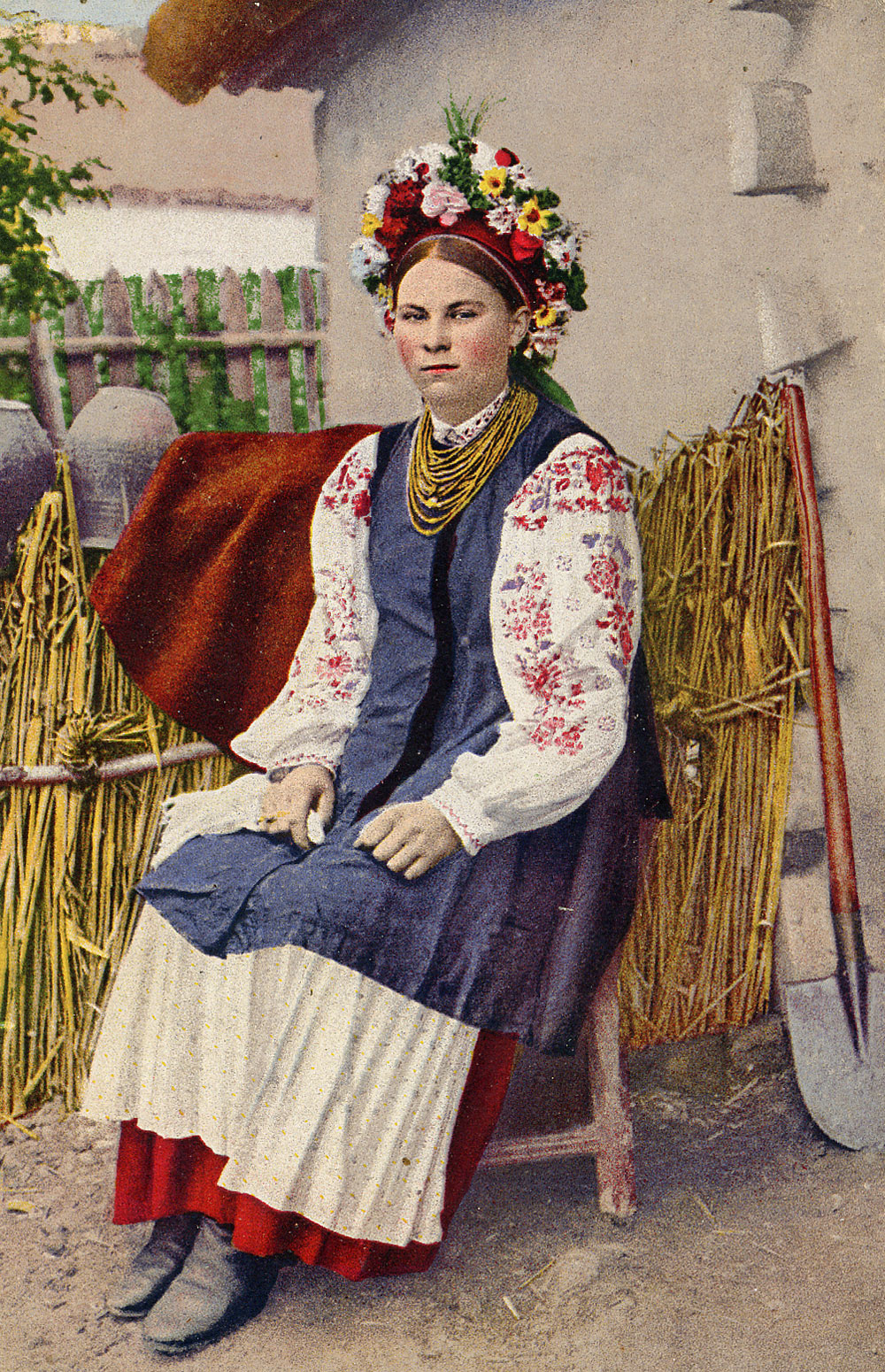
Dame portant une vychyvanka et une couronne florale (carte postale de 1916).

La couronne florale ukrainienne (en ukrainien : вінок, vinók) est un type de couronne qui, dans la culture ukrainienne traditionnelle, est portée par les filles et les jeunes femmes célibataires. La couronne pourrait faire partie d'une tradition remontant aux anciennes coutumes slaves orientales antérieures à la christianisation de la Rus. La couronne florale est un élément de la tenue nationale ukrainienne et est portée lors d'occasions festives et, depuis la révolution ukrainienne de 2014, de plus en plus dans la vie quotidienne.

## Historique
Le jour d'Ivan Kupala, les jeunes femmes plaçaient leurs couronnes dans l'eau avec une bougie allumée, prédisant leur avenir romantique par la façon dont la couronne flottait le long de la rivière ou du lac. De la direction que prenait la couronne, la jeune fille pouvait dire qui elle épouserait : si la couronne restait à un endroit et ne suivait pas le fil de l'eau, elle ne se marierait pas ; si elle coulait, elle mourrait ; si la bougie s'éteignait, elle annonçait un malheur. Les jeunes hommes plongeaient dans l'eau, essayant de récupérer le vinok de la fille qu'ils aimaient. L'une des chansons rituelles de Kupala dit : « Qui attrapera la couronne attrapera la fille, qui obtiendra la couronne deviendra mienne ». La tradition remonterait à l'époque pré-chrétienne où l'on pensait que la coiffe protégerait les filles des mauvais esprits. La valeur cérémoniale et religieuse a diminué et a ensuite été remplacée en tant que caractère national de la jeunesse : « perdre une couronne » dans les chansons et les traditions folkloriques signifie pour une jeune fille devenir une femme.

## Apparence et construction
Comme la plupart des vêtements folkloriques ukrainiens, le vinok a une valeur symbolique importante et seules certaines fleurs sont traditionnellement employées. Il était traditionnellement porté par les filles à marier. Le nom de la couronne, vinok, est lié au mot ukrainien désignant une cérémonie de mariage vintchannya.
Les fleurs utilisées pour fabriquer la couronne sont généralement fraîches, en papier ou en cire et attachées sur une bande de papier rigide recouverte d'un ruban.
Les régions d'Ukraine ont leurs propres déclinaisons de la couronne florale ; les jeunes femmes de tout le pays portaient diverses coiffes de fil, de ruban, de pièces de monnaie, de plumes et d'herbes, mais elles avaient toutes la même signification symbolique. Dans certaines parties du centre et de l'est de l'Ukraine, les fleurs étaient élevées au centre du front. Habituellement, des rubans brodés multicolores sont attachés à l'arrière.
Lors de la cérémonie de mariage ukrainienne, le vinok est remplacé par l'otchipok, la coiffe traditionnelle des femmes mariées.
La couronne est maintenant portée par les danseurs folkloriques ukrainiens.

## Néopaganisme
Les adeptes du mouvement moderne du néopaganisme slave attachent une signification mystique à la couronne, tissant leurs couronnes de feuilles de chêne et de fleurs des champs pour leur célébration rituelle du solstice d'été.

## Exemples

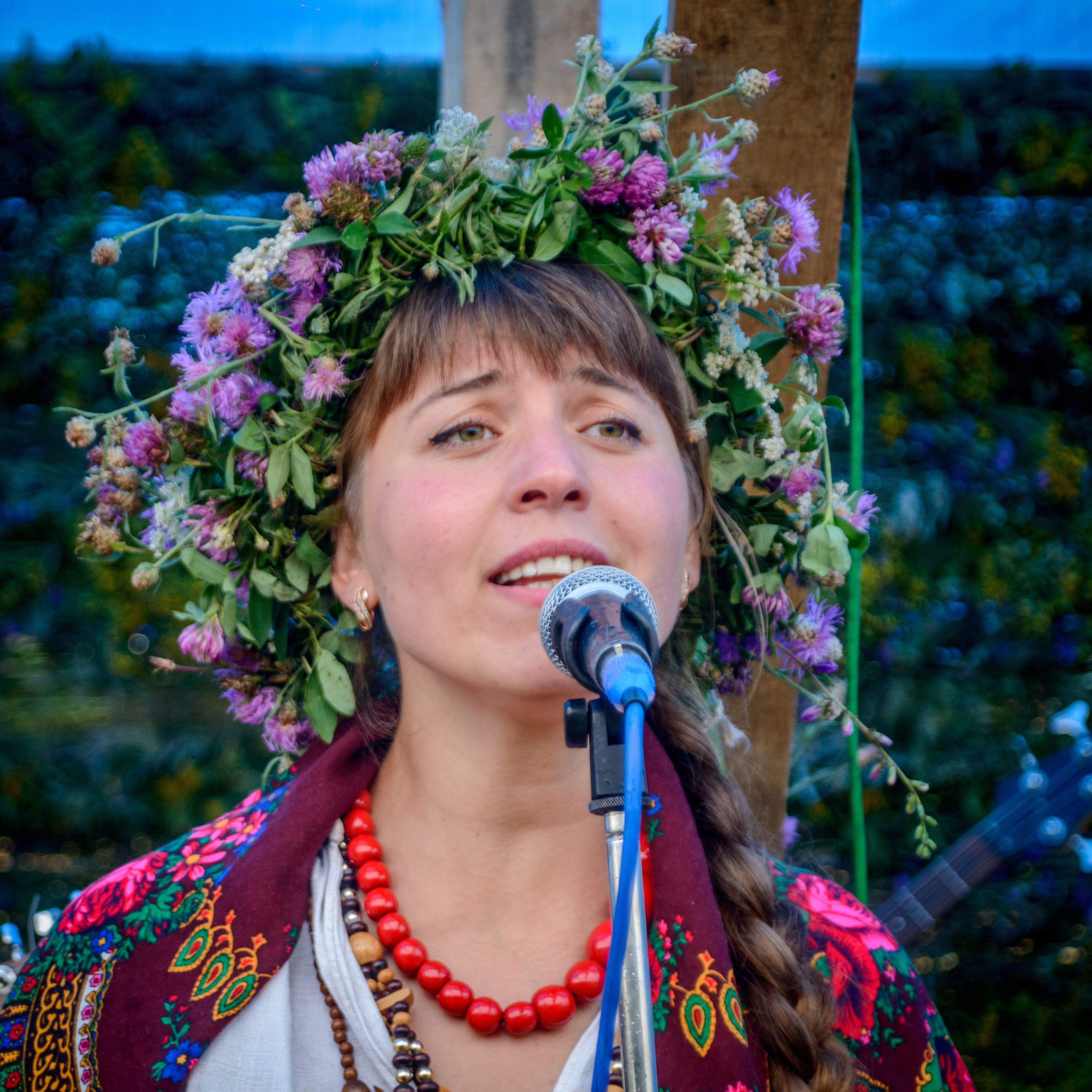
La couronne florale portée à Poltava en 2016.
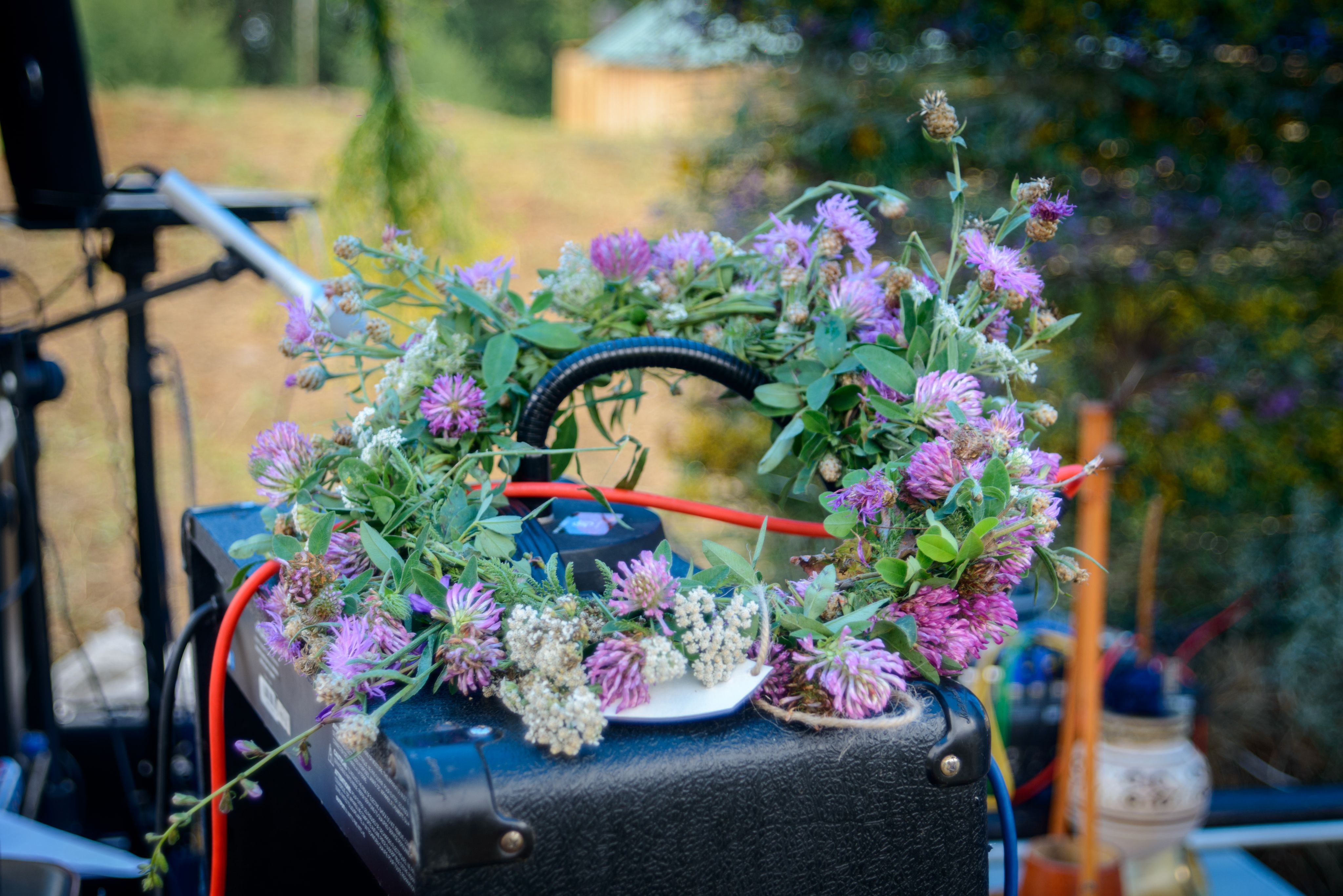
La couronne florale.
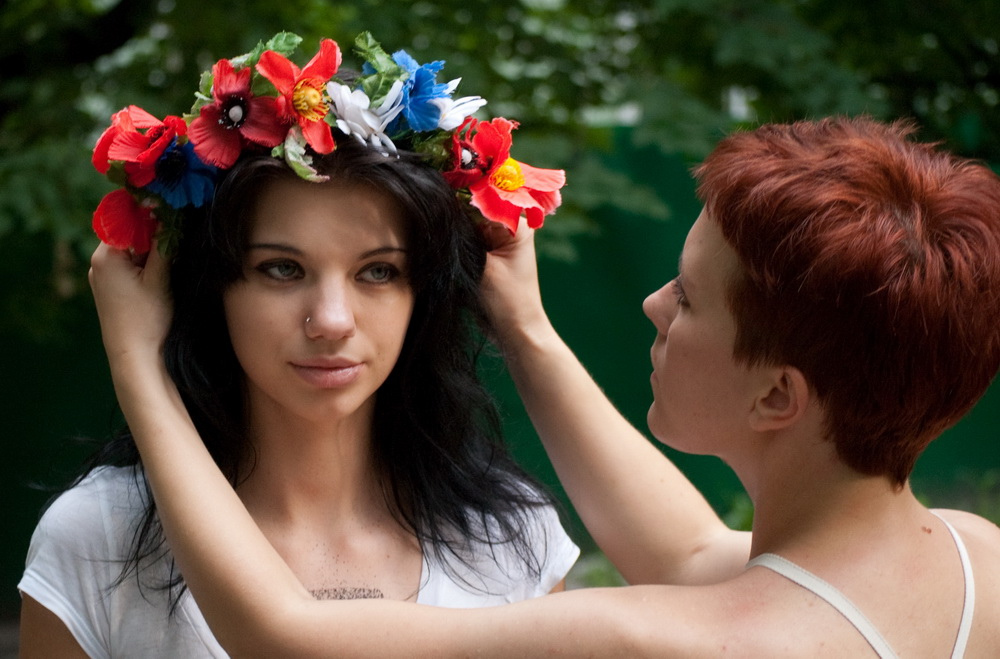
Vinok.